# Dolné Naštice
Dolné Naštice es un municipio del distrito de Bánovce nad Bebravou en la región de Trenčín, Eslovaquia, con una población estimada a final del año 2024 de 596 habitantes.
Se encuentra ubicado en el centro-sur de la región, cerca del río Bebrava (cuenca hidrográfica del río Danubio) y de la frontera con la región de Nitra.

## Demografía
| Año        | 1994 | 2004    | 2014     | 2024    |
| ---------- | ---- | ------- | -------- | ------- |
| Población  | 425  | 433     | 556      | 596     |
| Diferencia |      | +1,88 % | +28,40 % | +7,19 % |

| Año        | 2023 | 2024    |
| ---------- | ---- | ------- |
| Población  | 602  | 596     |
| Diferencia |      | −0,99 % |